# Megalobrimus ingranulatus
Megalobrimus ingranulatus är en skalbaggsart som beskrevs av Stefan von Breuning 1936. Megalobrimus ingranulatus ingår i släktet Megalobrimus och familjen långhorningar. Inga underarter finns listade i Catalogue of Life.